# Aeroporto Internacional de Porto Velho
O Aeroporto Internacional de Porto Velho – Governador Jorge Teixeira de Oliveira (IATA: PVH, ICAO: SBPV)  é um aeroporto internacional no município de Porto Velho, em Rondônia. É o principal aeroporto do estado de Rondônia. O terminal é distante cerca de sete quilômetros do centro da cidade.
Passou à condição de aeroporto internacional em fevereiro de 2002, estando localizado a 88 metros de altitude. Segundo dados de 2014, o aeroporto  de Porto Velho é o 3º mais movimentado da Região Norte e o 28º no ranking nacional. Com fácil acesso no bairro do Belmont, o aeroporto é servido pelas Avenidas Gov. Jorge Teixeira de Oliveira e Lauro Sodré. O complexo opera mais de 150 voos domésticos semanais pelas companhias aéreas Gol, Latam e Azul. Em outubro de 2014, a Avianca Brasil anunciou o fim das operações no aeroporto. A empresa operava um único voo diário que chegava de Cuiabá e pernoitava na capital rondoniense. Em janeiro de 2015, a Gol iniciou as operações do primeiro voo regular direto entre Porto Velho e o Aeroporto Internacional de Guarulhos, em São Paulo. O voo opera 3 vezes por semana.
As empresas de táxi aéreo baseadas no aeroporto são: Especial Táxi Aéreo, Assis Táxi Aéreo e Rima Táxi Aéreo. Todas operam com aeronaves monomotores e multimotores de pequeno porte, que fazem voos de fretamento para toda a região. A presença da Base Aérea de Porto Velho garante uma considerável movimentação de aeronaves militares. Vários ônibus para o aeroporto partem do centro de uma em uma hora, e há uma cooperativa de táxi que presta serviços exclusivamente para o aeroporto.
O aeroporto leva o nome em homenagem ao ex-governador de Rondônia Jorge Teixeira de Oliveira.

## História

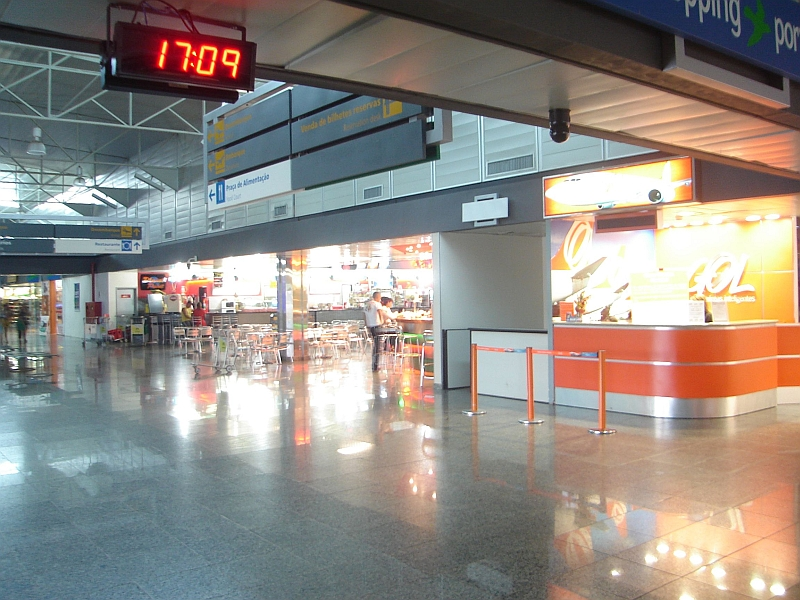
Área interna do terminal.

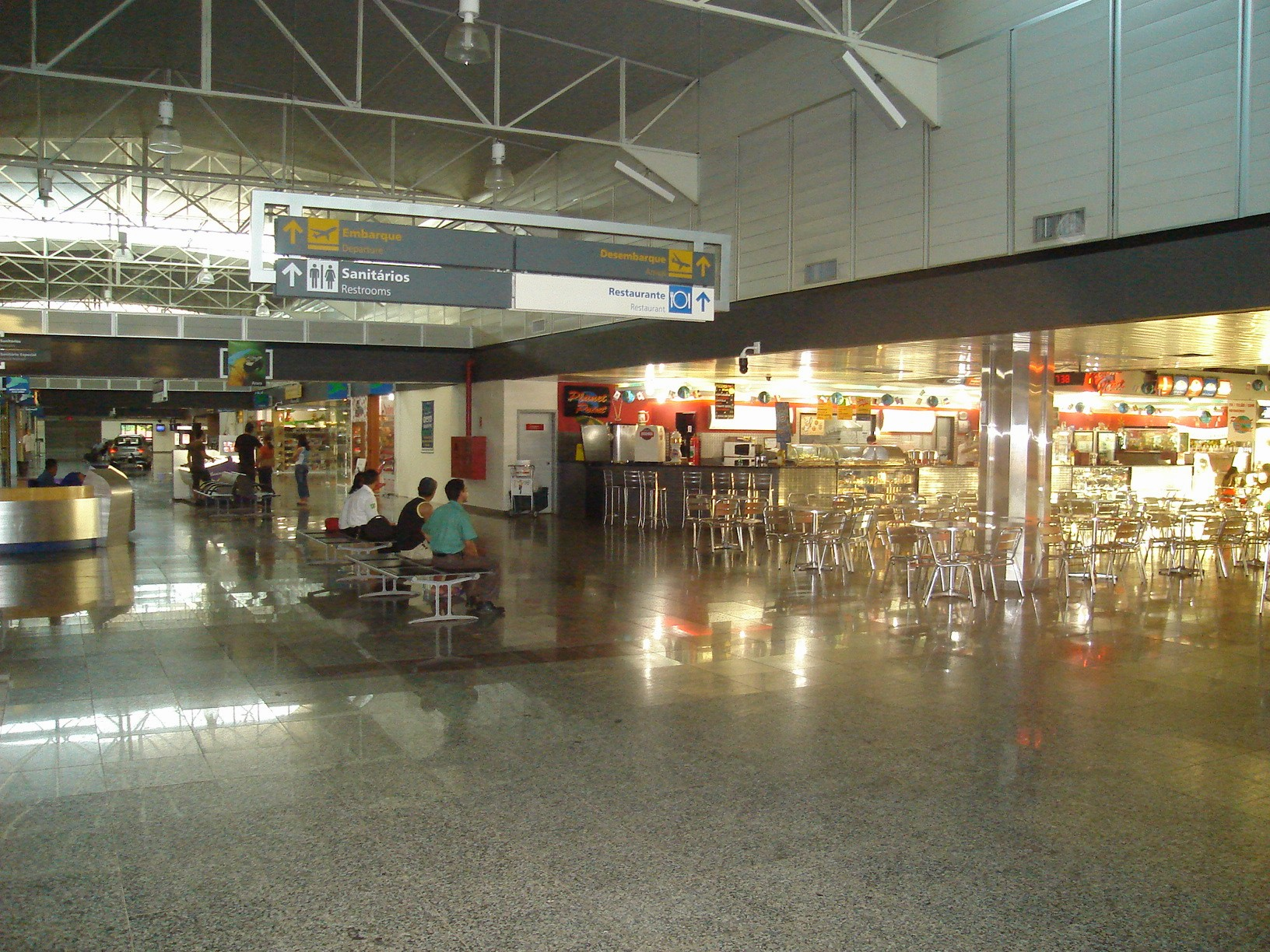
Praça de alimentação.

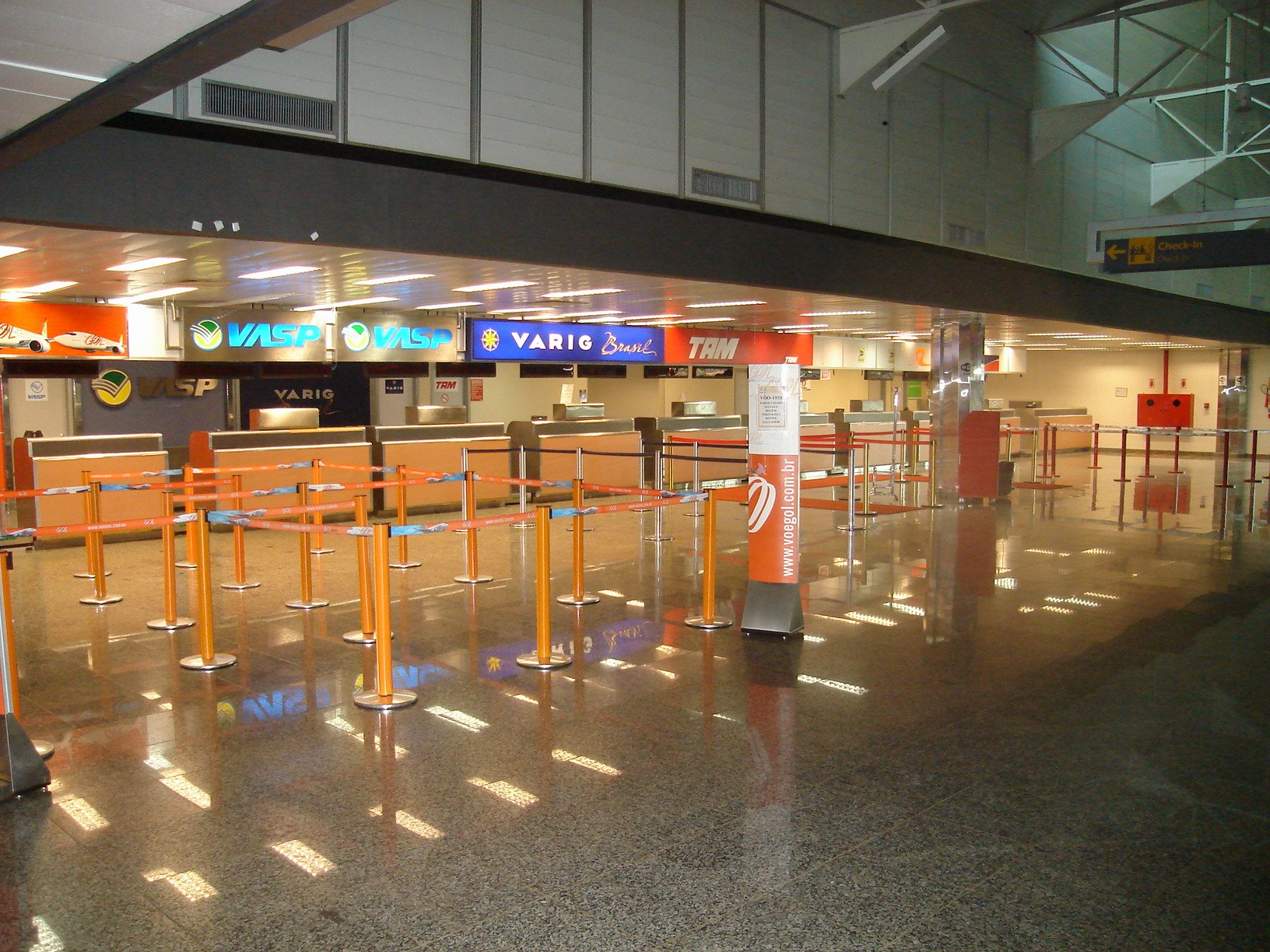
Ambiente interior.

Em meados dos anos 60, considerando que o aeródromo do Cayari encontrava-se invadido pela malha urbana e as dimensões da pista não comportavam aeronaves de médio porte, foram estudados diversos sítios para a construção do novo aeroporto. A localização foi escolhida pelos seguintes motivos:
- Solo com formação laterítica oferecendo boas condições de construções de pistas, isto é, qualidade e durabilidade superior.
- Grande parte da área era devoluta, sem necessidade de indenização.
- Pequena distância da cidade.
- Presença de um rio como obstáculo natural, dificultando a invasão da malha urbana e com isso diminuindo as reclamações da comunidade sobre poluição sonora.

Em 1973, o aeroporto contava com pátios das companhias aéreas, check-in, destacamento de proteção ao voo de Porto Velho (DPVPV), uma pista de pouso e decolagem e um canteiro de obras da Comarca.  Em fevereiro de 1979, a administração do aeroporto foi transferida para a Infraero.
O novo Terminal de Passageiros do Aeroporto de Internacional de Porto Velho, foi inaugurado no segundo semestre de 2002, teve sua denominação através da Lei 10.481, de 03 de julho de 2010, substituindo o antigo Aeroporto de 1976, possuindo equipamentos, instalações modernas, um novo cartão postal da cidade, bem como de lazer e entretenimento.
Em 2012, o aeroporto passou por uma ampliação de mais de 2.000m², passando a ter 11.000m². O aeroporto também foi modernizado, tendo toda sua fachada refeita de forma agradável. A reforma não contemplou o aumento de vagas de estacionamento.
Nos anos de 2009 e 2010, a empresa Volga-Dnepr , utilizando a aeronave Antonov An-124-100, realizou voos charters no aeroporto de Porto Velho, para entrega de helicópteros destinados à BAPV - Base Aérea de Porto Velho.

## Base aérea de Porto Velho
A presença da base aérea de Porto Velho garante uma considerável movimentação de aeronaves militares.
Com o objetivo de expandir a presença da FAB na Amazônia, a BAPV - Base Aérea de Porto Velho em Rondônia foi ativada no dia 17 de maio de 1984. Operando, inicialmente, com apenas uma aeronave U-7 Embraer Seneca, passou em breve a contar com as aeronaves da 2ª Esquadrilha da 7a ETA, com os C-95 Bandeirante e C-98 Caravan, que aumentaram a capacidade de apoio aos batalhões de fronteira do exército na região.
Em 1994, a 2.ª esquadrilha foi transformada em uma unidade tática. No ano seguinte, essa esquadrilha foi desativada para dar lugar a criação do 2º/3º GAV Esquadrão "Grifo", servindo como braço armado do SIVAM - Serviço de Vigilância da Amazônia.
Assim como os demais esquadrões do 3.º Grupo de Aviação, o Esquadrão Grifo que utilizava os Embraer A-27 Tucano está começando a receber os novos Embraer A-29 Super Tucano.

## Maiores destinos e origens
| Rank | Cidade                       | 2009    | 2010    |
| ---- | ---------------------------- | ------- | ------- |
| 1    | Brasília, Distrito Federal   | 123.828 | 160.708 |
| 2    | Manaus, Amazonas             | 62.848  | 68.614  |
| 3    | Cuiabá , Mato Grosso         | 42.736  | 66.012  |
| 4    | Rio Branco, Acre             | 20.273  | 19.091  |
| 5    | Guarulhos, São Paulo         | 10.309  | 16.765  |
| 6    | Belém, Pará                  | 8.624   | 6.622   |
| 7    | Belo Horizonte, Minas Gerais | 4.524   | 6.415   |
| 8    | Curitiba, Paraná             | 4.251   | 5.208   |
| 9    | Ji-Paraná, Rondônia          | 2.579   | 5.097   |
| 10   | Cruzeiro do Sul, Acre        | 2.121   | 4.776   |
| 11   | Fortaleza, Ceará             | 2.325   | 4.460   |
| 12   | Lábrea, Amazonas             | 3.136   | 2.907   |
| 13   | Belo Horizonte, Minas Gerais | -       | 2.215   |

| Rank | Cidade                       | 2009    | 2010    |
| ---- | ---------------------------- | ------- | ------- |
| 1    | Brasília, Distrito Federal   | 121.039 | 154.290 |
| 2    | Manaus, Amazonas             | 64.234  | 70.608  |
| 3    | Cuiabá, Mato Grosso          | 44.662  | 66.977  |
| 4    | Rio Branco, Acre             | 20.296  | 18.862  |
| 5    | Guarulhos, São Paulo         | 2.768   | 11.595  |
| 6    | Belém, Pará                  | 3.438   | 7.281   |
| 7    | Ji-Paraná, Rondônia          | 3.811   | 6.925   |
| 8    | Cruzeiro do Sul, Acre        | 2.158   | 3.362   |
| 9    | Curitiba, Paraná             | 4.429   | 5.113   |
| 10   | Fortaleza, Ceará             | 2.570   | 3.685   |
| 11   | Belo Horizonte, Minas Gerais | -       | 2.112   |
| 12   | Lábrea, Amazonas             | 2.686   | 1.968   |

* Por número de passageiros.

## Aeroporto

### Movimento Anual
Atualmente são realizados semanalmente no Aeroporto Internacional de Porto Velho, cerca de 285 pousos e decolagens, sendo aproximadamente 185 voos regulares de passageiros, mala postal e carga aérea e 100 voos não regulares. São mais de 16 mil passageiros que passam pelo aeroporto semanalmente, cerca de 2,4 mil por dia.
| Ano  | Passageiros | %      | Rank Nacional |
| ---- | ----------- | ------ | ------------- |
| 2003 | 186.922     | ---    | 33            |
| 2004 | 233.187     | 24,7%  | 32            |
| 2005 | 293.895     | 26,0%  | 34            |
| 2006 | 355.243     | 20,8%  | 33            |
| 2007 | 391.179     | 10,1%  | 34            |
| 2008 | 426.470     | 9,0%   | 31            |
| 2009 | 561.331     | 31,6%  | 30            |
| 2010 | 716.905     | 27,7%  | 31            |
| 2011 | 983.812     | 37,2%  | 28            |
| 2012 | 1.050.596   | 6,8%   | 26            |
| 2013 | 905.958     | 13,76% | 24            |
| 2014 | 892.760     | 1,45%  | 28            |

### Movimento Mensal de 2015
| Mês       | Total de Passageiros |
| --------- | -------------------- |
| Janeiro   | 90.287               |
| Fevereiro | 54.429               |
| Março     | 70.414               |
| Abril     | 72.384               |
| Total     | 287.474              |

### Números
- Sítio aeroportuário

Área: 15.526.860 m²
- Pátio das aeronaves

Área: 30.250 m²
- Pista

Dimensões: 2.400 x 45 m
- Terminal de passageiros

Área: 8.540 m²
- Estacionamento

Capacidade: 211 vagas
- Balcões de check-in

Número: 16
- Estacionamento de aeronaves

Número de posições: 16